# Ahosi

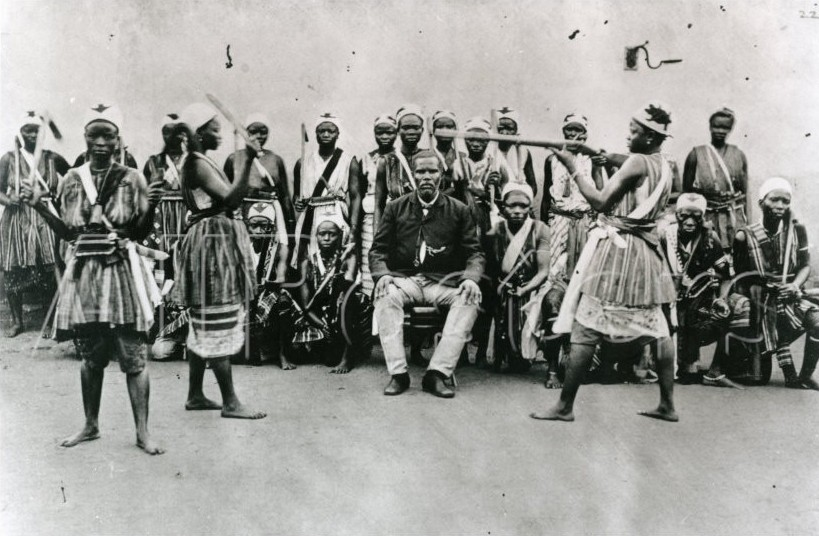
Een groep Ahosi (ca. 1890)

De Ahosi (ook bekend als Agojie) waren een militaire eenheid van het Afrikaanse Koninkrijk Dahomey (in het huidige Benin) dat geheel uit vrouwen bestond. De naam "Ahosi" is Fon voor "vrouwen van de koning". In Europa kreeg de eenheid de bijnaam Dahomey-Amazones vanwege de gelijkenis met de Amazones in de Griekse mythologie.
De Ahosi waren de elitetroepen van Dahomey en stonden bekend om hun grote moed. De eenheid had een semi-heilige status die nauw verbonden was met de voodoo-religie in Dahomey. De vrouwen gingen vrijwillig in dienst of werden gedwongen om dienst te nemen als hun mannen bij de koning over hun gedrag klaagden. Zolang ze lid waren van de Ahosi mochten vrouwen geen kinderen krijgen. Veel Ahosi bleven levenslang maagd.

## Geschiedenis
De eenheid werd waarschijnlijk opgericht door de derde koning van Dahomey, Houegbadja, die het land van 1645 tot 1685 regeerde, als een koninklijke lijfgarde om zijn nieuwe paleis in Abomey te beschermen. Tijdens de regeerperiode (1708 - 1732) van Houegbadjas zoon Agadja ontwikkelde de Ahosi zich tot een aanvalseenheid die Agadja gebruikte om in 1727 de stad Savi te veroveren en zo een einde te maken aan het koninkrijk Ouidah.
Tijdens de regeerperiode (1818 - 1858) van koning Ghezo kregen de Ahosi militaire training en uniformen, en werden ze bewapend met Deense geweren die Ghezo via de slavenhandel bemachtigd had. Rond deze tijd bestonden de Ahosi uit 4000 tot 6000 vrouwelijke soldaten, ongeveer een derde van het hele leger van Dahomey.
De Ahosi werden ingezet tijdens de eerste oorlog tussen Dahomey en Frankrijk, in 1890. Volgens historicus Richard Holmes waren veel Franse soldaten terughoudend met het doden van de vrouwelijke soldaten, wat resulteerde in veel doden aan Franse zijde. Soldaten van het  Vreemdelingenlegioen schreven in bewondering over de "ongelofelijke moed en durf" van de Ahosi.
Ook in de tweede oorlog in 1894 speelden de Ahosi een centrale rol. In Frankrijk werden de Ahosi gebruikt in propaganda om de verovering van het "barbaarse" en "ongeciviliseerde" Dahomey te rechtvaardigen. Een prent bijvoorbeeld (nu in het Musée du quai Branly in Parijs) toonde een Ahosisoldaat die een Franse officier vermoordde door met haar vlijmscherpe tanden een stuk van zijn nek af te rukken.
Met de Franse verovering van Dahomey in 1894 verdwenen ook de Ahosi. De laatste soldaat van de eenheid stierf in 1979.

## In de populaire cultuur
De Ahosi spelen een belangrijke rol in de roman Flash for Freedom! (1971) van George MacDonald Fraser.
Ze komen verder voor in de films Cobra Verde (1987) van Werner Herzog en The Woman King (2022) van Gina Prince-Bythewood.

## Galerij

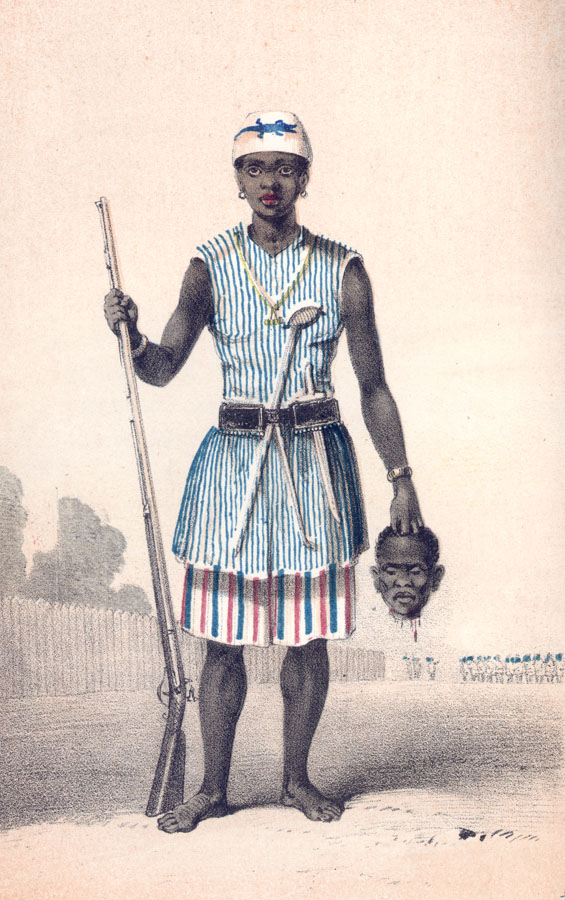
Tekening van Seh-Dong-Hong-Beh, een leider van de Ahosi (1851), Frederick Forbes Het jaar dat de tekening gemaakt werd, leidde ze een leger van 6000 Ahosi om de stad Abeokuta te veroveren.
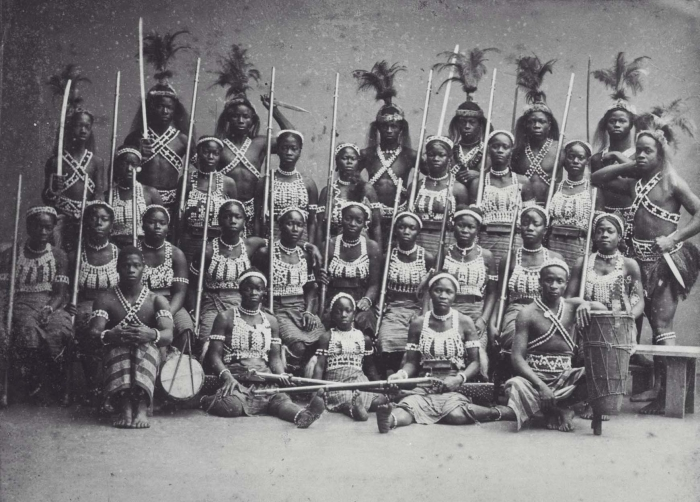
Groepsportret van de zogenaamde 'Amazones uit Dahomey' tijdens hun verblijf in Parijs (1891)
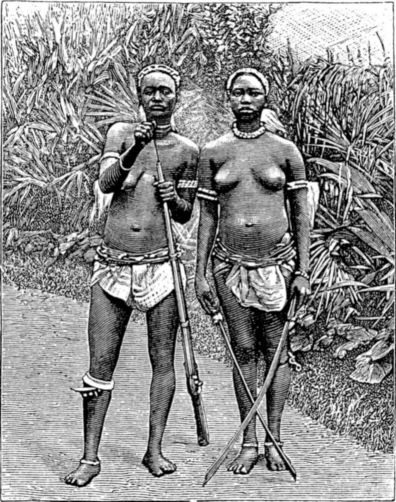
Tekening van twee Ahosi's (1898), W. Dreyer
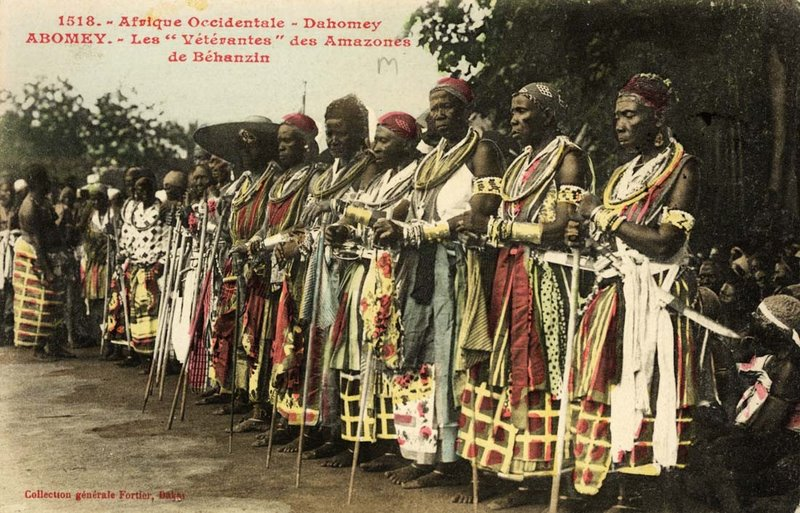
Veteranen van de Ahosi (1908), Edmond Fortier